# 帕尧湖
帕尧湖（發音：[kwáːn pʰā.jāw]）是泰国北部帕尧府的一座湖泊:6。